# Louis-Alexandre de Bourbon, prins de Lamballe
Louis Alexandre de Bourbon, prins de Lamballe, född 1747, död 1768, var en fransk prins. 
Han var son till Louis-Jean-Marie de Bourbon och Maria Teresa Felicitas d'Este och därmed släkt med kungahuset och räknad som kusin till kungen. Han beskrivs som libertin. Han gifte sig 17 januari 1767 med Maria Teresa Luisa av Savojen. Äktenskapet var barnlöst. Han rymde med en balettdansös tre månader efter giftermålet och avled i en könssjukdom efter sex månaders äktenskap.